# Bristol Glider
El Bristol Glider fue uno de los primeros planeadores biplanos biplaza británicos, diseñado en la década de 1910 por George Challenger y construido por la British & Colonial Aeroplane Company en el aeródromo de Filton, Bristol.

## Diseño y desarrollo
Challenger era el ingeniero jefe de la British & Colonial Aeroplane Company y diseñó el planeador para Sir George White, fundador de la compañía. White hizo construir el planeador para presentárselo al Bristol and West of England Aero Club, después de haber sido elegido presidente del mismo en octubre de 1910.
Challenger había diseñado previamente el Bristol Boxkite, fuertemente influenciado por los aviones de Henri Farman, y el Glider siguió el mismo diseño. Tenía un plano delantero muy por delante de las alas, montado sobre botalones de madera arriostrados mediante cables, que también soportaban el tren de aterrizaje de un par de patines largos que llevaban pequeñas ruedas. Cuatro botalones, que se estrechaban entre sí en elevación, llevaban un solo plano de cola en lugar del par utilizado por el Boxkite. El plano delantero y el plano de cola se movían juntos para controlar el cabeceo. Se montó un pequeño par de timones entre los botalones, cerca de la cola. El control lateral se realizaba mediante alerones instalados en el ala superior.
El Glider voló por primera vez desde el campo de aterrizaje de Keynsham, el 17 de diciembre de 1910, pilotado por Challenger. Fue lanzado a mano al aire y recuperado cuesta arriba utilizando una plataforma de dos ruedas. Sufrió daños en febrero de 1911 y fue reparado, pero un accidente más grave ocurrido el 4 de septiembre del mismo año costó 30 libras en reparaciones. El Glider sobrevivió hasta 1912, pero se desconoce su destino final. El Glider había sido diseñado para llevar un motor de 22 kW (30 hp), pero nunca fue instalado.

## Especificaciones
Referencia datos: BarnesBristol Aircraft since 1910

### Características generales
- Tripulación: Dos
- Longitud: 10,3 m (33,9 ft)
- Envergadura: 9,9 m (32,3 ft)
- Altura: 2 m (6,7 ft)